# Стабенка
Стабенка — река в России, протекает в Осташковском районе Тверской области и Марёвском районе Новгородской области. Устье реки находится в 13 км по левому берегу реки Щебереха у посёлка Первомайский напротив села Молвотицы. Длина реки составляет 27 км. В двух километрах от истока Стабенки располагается исток реки Волги.
На границе между Тверской и Новгородской областями в Стабенку впадают слева Песчаница с Алешенкой и Сопот.
В Осташковском районе Тверской области река протекает по территории Свапущенского сельского поселения.
После пересечения границы Новгородской области река протекает по территории Марёвского сельского поселения. У реки стоит деревня Слатино. Ближе к устью река протекает по территории Молвотицкого сельского поселения. Близ устья реки сохранилось древнее городище с высотой вала до 20 м

## Данные водного реестра
По данным государственного водного реестра России относится к Балтийскому бассейновому округу, водохозяйственный участок реки — Ловать и Пола, речной подбассейн реки — Волхов. Относится к речному бассейну реки Нева (включая бассейны рек Онежского и Ладожского озера).
Код объекта в государственном водном реестре — 01040200312102000021991.